# Jeungpyeong
Powiat Jeungpyeong (kor. 증평군, Jeungpyeong-gun) – powiat znajdujący się w prowincji Chungcheong Północny w Korei Południowej.
Ze względu na korzystne położenie geograficzne, odpowiednie temperatury jest znaczącym producentem żeńszenia w Korei (25% produkcji ogółem).

## Symbole
- Ptak – Czapla – oznacza czyste miasto
- Kwiat – Magnolia – oznacza czystość, zjednoczenie, serdeczność, miłość i rozwój
- Drzewo – Miłorząb dwuklapowy – oznacza grzeczne, świeże i silne miasto

## Warto zobaczyć
- Statua w świątyni Gwangdeok w Doan-Myeon – wysoka na 3,15 m, pochodzi z X wieku
- Trzypoziomowa kamienna wieża w Górach Sambo w Namhari
- Grobowiec Geukryeom Bae – generał, który wsławił się dwukrotnym zwycięstwem nad japońską armią (w 1376 i 1378)
- Świątynia Namha-ri i posąg Buddy – znajduje się w Namhari 3 gu, Chŭngp’yŏng-up, zniszczona w 1954 roku, obecnie została tylko trzypoziomowa kamienna wieża. Zidentyfikowano tam w sumie 5 posągów Buddy, wszystkie pochodzące z IX-X wieku.
- Świątynia Miam-ri i posąg Buddy – wybudowana w 1940, następnie zniszczona w 1950.
- 3 posągi Buddy w Namha-ri
- Miejsce urodzenia Yeon Byeong-ho, lidera ruchu nacjonalistycznego, zachowało się tradycyjne budownictwo koreańskie
- Posąg Buddy w Yul-ri – przeniesiony do Yul-ri w 1979 roku po utworzeniu sztucznego zbiornika, wys. 2,1 m
- Góry: Daebong, Duta, Sambo oraz Iseong
- Festiwal Jeungpyeong Ginseng – corocznie, główna część odbywa się w parku Bogang w Jeungpyeong

Warto także skosztować tamtejszych dań z żeńszenia oraz smacznego bekonu.